# The Who
The Who, o los Who en el mundo hispanohablante, es un grupo británico de rock formado en 1962 con el nombre de The Detours que posteriormente cambió a The Who tras la incorporación del baterista Keith Moon. La banda sería de inspiración para Led Zeppelin, de quien Robert Plant sacaría su forma de vestir, además de que Keith Moon sería una inspiración muy importante para John Bonham. De esa manera el grupo, con Roger Daltrey (vocalista), Pete Townshend (guitarrista, teclista y vocalista), John Entwistle (bajista y vocalista) y Keith Moon (baterista), potenció su carrera escalando a los primeros puestos del ambiente del rock inglés.
El conjunto fue conocido por sus enérgicas presentaciones en vivo las cuales incluían la destrucción de sus instrumentos. The Who ha vendido alrededor de 100 millones de discos en todo el mundo, posicionaron 27 sencillos en el Top 40 del Reino Unido y de Estados Unidos, así como 17 álbumes en el Top 10, obteniendo 18 discos de oro, 12 de platino y 5 de multiplatino solo en los Estados Unidos.
The Who alcanzó la fama en el Reino Unido con una serie de sencillos que se ubicaron en el Top 10, impulsados en parte por emisoras de radio piratas como Radio Caroline, iniciando su éxito en enero de 1965 con «I Can't Explain». Los álbumes My Generation (1965), A Quick One (1966) y The Who Sell Out (1967) lo siguieron, con los dos primeros alcanzando el Top 5 en el Reino Unido. Su primer hit en el Top 40 fue «Happy Jack» y, posteriormente, ingresó en el Top 10 ese mismo año con «I Can See For Miles».
La fama de los Who creció con actuaciones memorables en los festivales de Monterey, Woodstock e Isle of Wight. En 1969 lanzaron Tommy, el primero de una serie de álbumes Top 10 en los Estados Unidos, seguidos por Live at Leeds (1970), Who's Next (1971), Quadrophenia (1973), The Who By Numbers (1975), Who Are You (1978) y The Kids Are Alright (1979).
El baterista Keith Moon murió en 1978 a la edad de 32 años. Después de su muerte, el grupo lanzó dos álbumes de estudio, Face Dances (1981) que alcanzó el Top 5 en las listas de Estados Unidos y el Reino Unido, y posteriormente It's Hard (1982), que alcanzó el Top 10 en el ranking musical estadounidense, trabajos que realizaron con el baterista Kenney Jones, antes de que la banda se separase en 1983. The Who volvió a reagruparse para participar en el Live Aid, en el vigesimoquinto aniversario de la banda y en la gira de Quadrophenia en 1996 y 1997. En 2000, los tres miembros originales sobrevivientes trabajaron en la grabación de un nuevo material, pero sus planes se estancaron temporalmente debido a la muerte de John Entwistle en 2002, a los 57 años de edad. Townshend y Daltrey continuaron con el trabajo de la banda, lanzando, en 2006, Endless Wire, que alcanzó el Top 10 en Estados Unidos y el Reino Unido.
El conjunto fue incluido en el Salón de la Fama del Rock en 1990, en su primer año de elegibilidad, describiéndolos como: «Primeros contendientes, en la mente de muchos, por el título de la banda más grande en el mundo del rock». La revista Time expresó en 1979 que: «Ningún otro grupo ha llevado el rock tan lejos». Rolling Stone escribió: «Junto con The Beatles y The Rolling Stones, The Who completa la santísima trinidad del rock británico». Recibieron el Lifetime Achievement Award de la British Phonographic Industry en 1988 y de la Grammy Foundation en 2001, por las significativas y excepcionales contribuciones creativas en el campo de la grabación. En 2008 Daltrey y Townshend fueron honrados con el Premio Kennedy en su trigésima primera edición. Ese mismo año, VH1 Rock Honors rindió homenaje a The Who, donde Jack Black de Tenacious D los llamó «La banda más grande de todos los tiempos». Se suele referir a la banda como el eslabón entre el rock and roll y el punk rock, debido a las claras influencias que ejercerían sobre grupos posteriores como Sex Pistols o Ramones, tanto musical como líricamente, mostrando tendencias revolucionarias y rebeldes.

## Historia

### Años 1960
A finales de los años 50, influenciados por el rhythm and blues estadounidense y la música skiffle, Pete Townshend y John Entwistle se unieron a una banda de dixieland llamada The Confederates. Townshend tocaba el banjo y Entwistle el corno francés, que había aprendido a tocar en su escuela. Roger Daltrey conoció a Entwistle caminando por la calle con un bajo colgado del hombro, lugar donde le pidió que se uniera a su banda llamada The Detours, que había formado el año anterior. Después de unas semanas, Entwistle sugirió a Townshend como guitarrista adicional. En los primeros días, The Detours tocó una variedad de música influenciada por el blues estadounidense y el country, aunque desarrollándose principalmente en el rhythm and blues. La formación consistió en Daltrey como primer guitarrista, Townshend como guitarra rítmica, Entwistle como bajista del grupo, Doug Sandom en la batería, y Colin Dawson como vocalista.
Con la salida de Dawson, Daltrey pasó a ser el vocalista, y Townshend, con el apoyo de Entwistle, se convirtió en la única guitarra. El conjunto buscaba un contrato de grabación, pero era constantemente informado de que debía incorporar a un mejor baterista y que escribieran su propio material, como The Beatles y The Rolling Stones. En 1964, Sandom dejó el grupo. Para cubrir las obligaciones contractuales, los compañeros de banda contrataron a un baterista de sesión para el resto de los conciertos programados, mientras buscaban a uno permanente. En una de aquellas actuaciones, Keith Moon se acercó a la banda y pidió el puesto de baterista. Tras una audición y después de romper accidentalmente la batería cuando se sentó en ella, Moon fue invitado a unirse a la banda.
The Detours cambió su nombre a The Who en febrero de 1964, y, con la llegada de Moon aquel año, la alineación se completó. Sin embargo, por un corto período en el verano de 1964, bajo la dirección de Peter Meaden, ellos cambiaron su nombre a The High Numbers, lanzando «Zoot Suit/I'm the Face», un sencillo dirigido a los aficionados mod. El sencillo fracasó en las listas, y la banda volvió a renombrarse The Who. Meaden fue remplazado como mánager por el equipo de Kit Lambert y Chris Stamp, quienes vieron a la banda tocar en la Railway Tavern. Bajo la dirección de Lambert y Stamp, el conjunto se hizo popular entre los mods británicos, una subcultura de los sesenta seguidores de la vanguardia, de los Scooters y de géneros musicales como el soul, el beat y el rhythm and blues. Para destacar su innovador estilo musical, la banda creó el eslogan «Maximum R&B».
El conjunto tuvo un fuerte seguimiento local, pero necesitaba algo para diferenciarse de muchos otros grupos pequeños y ambiciosos de la escena musical londinense. En septiembre de 1964, durante una actuación en el Railway Tavern en Harrow and Wealdstone, Londres, Townshend rompió accidentalmente el mango de su guitarra con el techo. Enfurecido por las risas del público, rompió el instrumento por completo en el escenario, cogió otra guitarra y continuó la presentación. Una gran multitud asistió al concierto siguiente, pero Townshend se negó a romper otra guitarra. Moon, por su parte, destrozó el kit de su batería. Sin embargo, con ese primer acto, la banda encontró la imagen que necesitaba para hacerse un nombre por sí mismos. La destrucción de instrumentos se convirtió en elemento básico en las presentaciones en vivo de The Who. Según la Rolling Stone, el incidente en la Railway Tavern, fue uno de los «50 Momentos Que Cambiaron la Historia del Rock 'n' Roll».
La banda comenzó a ser dirigida creativamente por Townshend como su principal compositor. Entwistle también hizo contribuciones en la creación, y Moon y Daltrey lo hicieron ocasionalmente entre los sesenta y setenta.

#### Primeros sencillos yMy Generation
El primer lanzamiento y éxito de The Who fue «I Can't Explain» en enero de 1965, una canción influenciada por The Kinks, con quienes compartían el productor musical, el estadounidense Shel Talmy. La canción fue tocada solo en unos pocos mercados en los Estados Unidos, especialmente por el DJ Peter Cavanaugh en la emisora WTAC AM 600 de Flint, Míchigan. «I Can't Explain» alcanzó el Top 10 en el Reino Unido y fue seguido por «Anyway, Anyhow, Anywhere», una canción acreditada a Townshend y Daltrey.
Los primeros sencillos en el Reino Unido fueron lanzados en Brunswick Records, que por entonces era un brazo del sello americano Decca, discográfica que anteriormente había rechazado a la banda. Lambert y Stamp, que no estaban satisfechos con el contrato que Shel Talmy había hecho con Decca para The Who, aconsejaron al grupo romper el contrato con la discográfica, decisión que dio lugar a la acritud entre la banda y su productor que duró décadas. Mientras tanto, The Who firmó con Reaction Records, sello de Robert Stigwood, para lanzar su próximo sencillo. En 1967, Lambert y Stamp formaron su propio sello llamado Track Records, dando el golpe en la industria musical asegurando la firma de Jimi Hendrix para su primer lanzamiento. Distribuido por Polydor, Track se convirtió en el hogar de producción de The Who hasta mediados de 1970.
El álbum debut My Generation (The Who Sings My Generation en Estados Unidos) fue lanzado en 1965. Este incluía «The Kids Are Alright» y el título que le daría el nombre al disco, «My Generation», canción con un prominente solo de bajo de Entwistle, siendo el primero en su tipo en un disco de rock. Éxitos posteriores incluyeron los sencillos de 1966 «Substitute», cuya temática retrata los sentimientos de engaño que sufre un joven, «I'm a Boy», historia de un niño que fue obligado a vivir como una niña, «Happy Jack», canción inspirada en un hombre que sufre de problemas mentales, y «Pictures of Lily» de 1967, que narra la historia de un joven que vive obsesionado con una chica pin-up. Los primeros sencillos, todos escritos por Townshend, presentan temáticas sobre la tensión sexual, mental y la angustia que aquejaba a los adolescentes de la época.

#### A Quick OneyThe Who Sell Out
Aunque los primeros sencillos de la banda tuvieron éxito, Townshend quería que los álbumes de The Who unificaran un concepto en cada uno de sus temas, en lugar de ser una colección de canciones. La primera señal de esto fue la exclusión de «I'm a Boy», por parte de Townshend, de un proyecto con canciones correlativas en el que trabajó. El segundo álbum de la banda fue lanzado en 1966 y se tituló A Quick One (Happy Jack en Estados Unidos, debido a la referencia sexual del título). Este incluía un medley de 9 minutos llamado «A Quick One, While He's Away», al que más tarde denominaron una «mini ópera».
El segundo trabajo fue valorado por los críticos por debajo de su antecesor, debido a que Moon y Daltrey se vieron obligados a hacer composiciones, debido a la situación económica del grupo, que resultaron bastante irregulares. Sin embargo, la canción de Entwistle «Boris the Spider», se convirtió en una de sus contribuciones más relevantes, debido a la comedia de humor negro que generó.
En 1967 publicaron su tercer álbum, titulado The Who Sell Out. Este demostró las ambiciones de Townshend de que los álbumes del grupo fuesen obras unificadas. «Sell Out» es un álbum conceptual que simula ser una transmisión de una estación de radio pirata llamada «Radio London», por lo que contenía jingles y avisos publicitarios entre las canciones compuestas por la misma banda. «I Can See For Miles» es la única canción del álbum que fue editada como sencillo, y pese a que alcanzó uno de los 10 primeros puestos de muchas listas, Townshend estaba decepcionado con la recepción de la canción entre el público. Tanto el sencillo como otras canciones del álbum demostraban una leve influencia de la escena del rock psicodélico de ese momento. The Who Sell Out también incluía una «mini ópera» inconclusa llamada «Rael 1», que fue terminada posteriormente.
La banda salió de gira por Estados Unidos, y sus actuaciones, que incluían la destrucción de sus instrumentos, les permitieron obtener un gran número de seguidores en ese país. Su presentación en el Monterey Pop Festival, junto con el debut televisivo de la banda en tierras estadounidenses en el programa Smothers Brothers Comedy Hour, ayudaron al grupo a ganar un gran nivel de popularidad. En este último, la banda interpretó «My Generation», en donde Moon, cargó su bombo con explosivos que detonó al final de la canción. La explosión, que causó que el pelo de Townshend comenzara a incendiarse, contribuyó a que el guitarrista padeciera de sordera parcial (lo que posteriormente se transformó en tinnitus) y que uno de los platillos de Moon le cortara el brazo. El canal de televisión VH1, colocó esta presentación en el número diez de su lista de los «Grandes Momentos del Rock and Roll en Televisión».
Durante ese verano, salieron de gira como teloneros de Herman's Hermits. En ese período se produjo un famoso incidente en el Holiday Inn de Flint, Míchigan, durante el cumpleaños de Keith Moon, lo que consolidó su reputación autodestructiva. Moon detonó un cartucho de dinamita en el baño y posteriormente, se arrojó montado en un Cadillac a la piscina del hotel. Si bien, el administrador toleraba los actos desenfrenados de la banda, siempre y cuando se le pagasen los daños, tras este incidente, The Who fue prohibido en todos los hoteles Holiday Inn de por vida.
En 1968 la banda publicó «Magic Bus», uno de sus sencillos más importantes, convirtiéndose pieza fija en los conciertos del grupo por aquella época. Townshend, que había dejado las drogas y había comenzado a buscar un lado más espiritual en su vida, empezó a planificar su siguiente álbum.

#### Tommy
A finales de 1968, The Who encabezó el primer Schaefer Music Festival en Central Park, Nueva York. Además, participó en el The Rolling Stones Rock and Roll Circus interpretando su mini-ópera «A Quick One, While He's Away». También ese año, Townshend dio su primera entrevista a la revista Rolling Stone, declarando que estaba trabajando en una ópera rock de larga duración. Esta era Tommy, lanzada en 1969, el primer trabajo presentado como una «ópera rock» que se convertiría en un hito de la música moderna.
Tommy fue lanzado como álbum doble, destacando por poseer temáticas que se repetían a lo largo del disco, que le daban una unidad de sonido, que al mismo tiempo ayudaba a seguir la historia. Este relata la vida de Tommy, un niño que presencia el asesinato de su padre (al que creían muerto en la II Guerra Mundial) por parte del amante de su madre. Estos lo obligan a borrar de su cabeza el incidente, cayendo en un estado de autismo, quedando sordo, ciego y mudo. Creció viajando a través de sus sueños y fantasías, desarrollando una habilidad increíble en el pinball, pero sin poder volver a la normalidad. Cuando su madre decide romper el espejo en donde Tommy pasaba sus días observándose, este recupera las facultades perdidas, siendo todo un acontecimiento en la ciudad. Este milagro lo catapulta al nivel de mesías, organizando un campamento junto con sus seguidores, que posteriormente lo abandonarían por sus planteamientos un tanto demagogos y autoritarios. El primer sencillo del disco fue «Pinball Wizard», que alcanzó el Top 5 en las listas musicales inglesas. Fueron sencillos además «I'm Free» y «See Me, Feel Me», este último lanzado para capitalizar la aparición en el documental Woodstock: 3 Days of Peace & Music.
Durante la época de Tommy, Townshend se había dado a las enseñanzas de Meher Baba, maestro espiritual de la India, que influenció en su composiciones musicales por muchos años, siendo acreditado como «Avatar» en el disco.
Además del éxito comercial, Tommy se convirtió en un éxito de la crítica. La revista Life comentó: «... por el poder puro, la invención y la brillantez de la ejecución, Tommy supera cualquier cosa que haya salido de un estudio de grabación». Por su parte, Melody Maker declaró: «Sin duda, The Who es ahora la banda contra la que todos los demás han de ser juzgados».
En el mismo año, The Who participó en el mítico Festival de Woodstock en la madrugada del 16 de agosto. Esta aparición ayudó a que la popularidad de Tommy creciera enormemente. Durante su presentación, el líder yippie Abbie Hoffman interrumpió el concierto para dar un discurso de protesta en contra del encarcelamiento de John Sinclair, que había sido condenado a 10 años de cárcel por traficar marihuana con dos policías encubiertos. Townshend, molesto con la interrupción, golpeó a Hoffman con su guitarra exclamando «¡Lárgate! ¡Lárgate de mi jodido escenario!», provocándole una aparatosa caída hacia el público, lugar donde posteriormente desaparecería entre la multitud. Townshend posteriormente comentó que estaba de acuerdo con Hoffman, pero que de todos modos lo hubiese derribado sin importar el mensaje.

### Años 1970

#### Live At Leeds

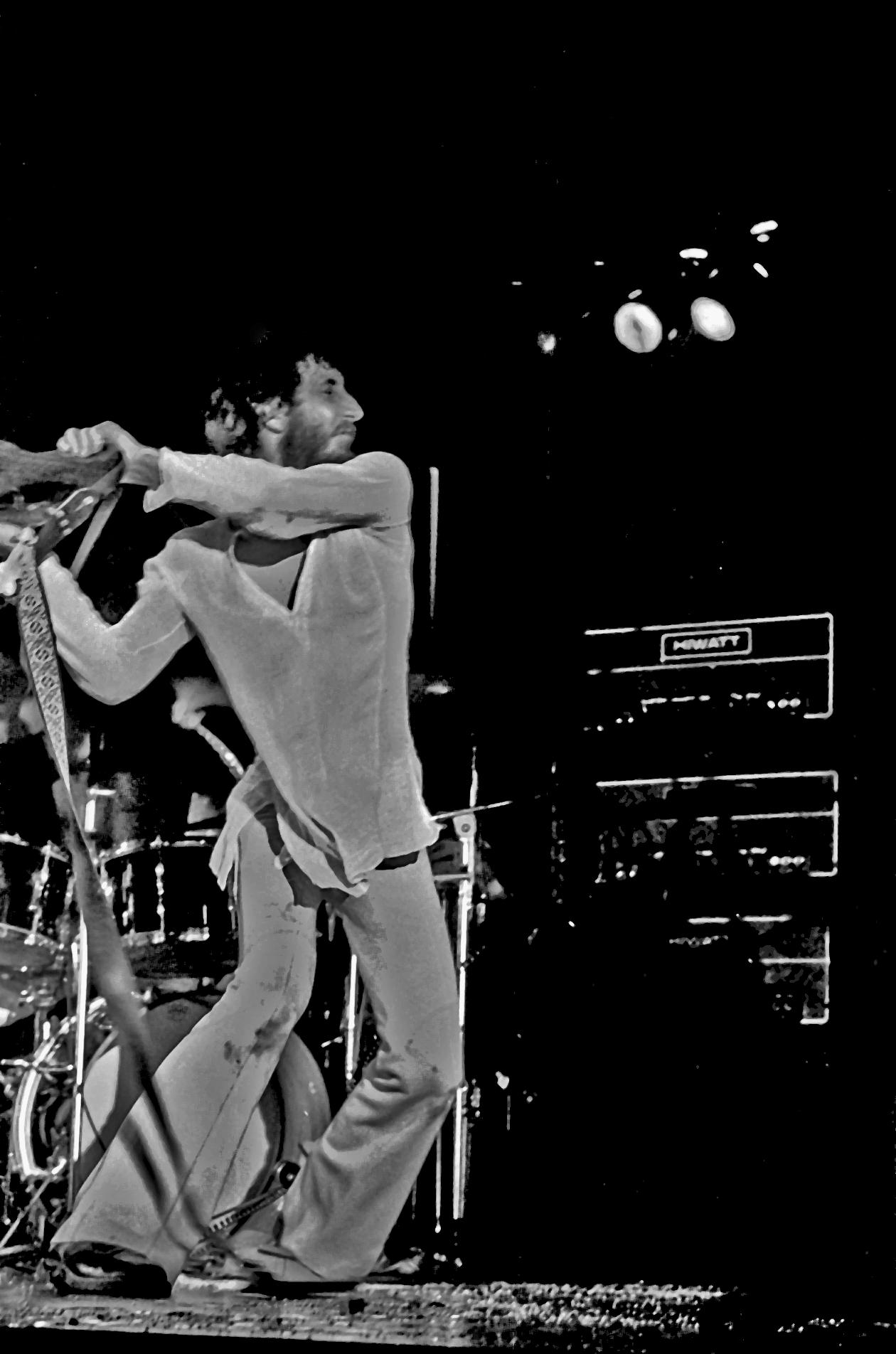
Pete Townshend golpeando su guitarra durante una presentación con The Who en el Ernst-Merck-Halle de Hamburgo, el 12 de agosto de 1972.

El grupo apareció en Pop Go The Sixties, un especial de televisión de la BBC con la revisión de la mejor música en la década de los sesenta, interpretando «I Can See For Miles» en vivo, en un espectáculo grabado por la BBC One el 1 de enero de 1970. En febrero de aquel año, The Who grabó Live at Leeds, considerado por muchos críticos como el mejor álbum de rock en vivo de todos los tiempos. Fue lanzado originalmente con 8 canciones, entre las cuales se incluía «Summertime Blues», cover de Eddie Cochran y único sencillo del álbum. En ediciones posteriores, se amplió el número de canciones, debido a limitaciones técnicas en la grabación original, que con el tiempo se remediaron. Se añadieron la interpretación de los primeros sencillos de la banda, comentarios de los integrantes en el concierto y algunos temas de Tommy, hasta la remasterización por completo de aquel disco en la presentación, que se incluye en la edición deluxe de 2001. La Universidad de Leeds fue parte de la gira de Tommy, que no solo incluyó conciertos en teatros de ópera europeos, sino también, en el Metropolitan Opera House de Nueva York, siendo el primer espectáculo de rock en aquel recinto. En marzo, The Who publicó «The Seeker», que alcanzó el Top 20 en las listas del Reino Unido.
La banda también participó en el Festival de la Isla de Wight de 1970. Esa presentación fue editada en 1996 como un álbum doble (Live at the Isle of Wight Festival 1970).

#### LifehouseyWho's Next

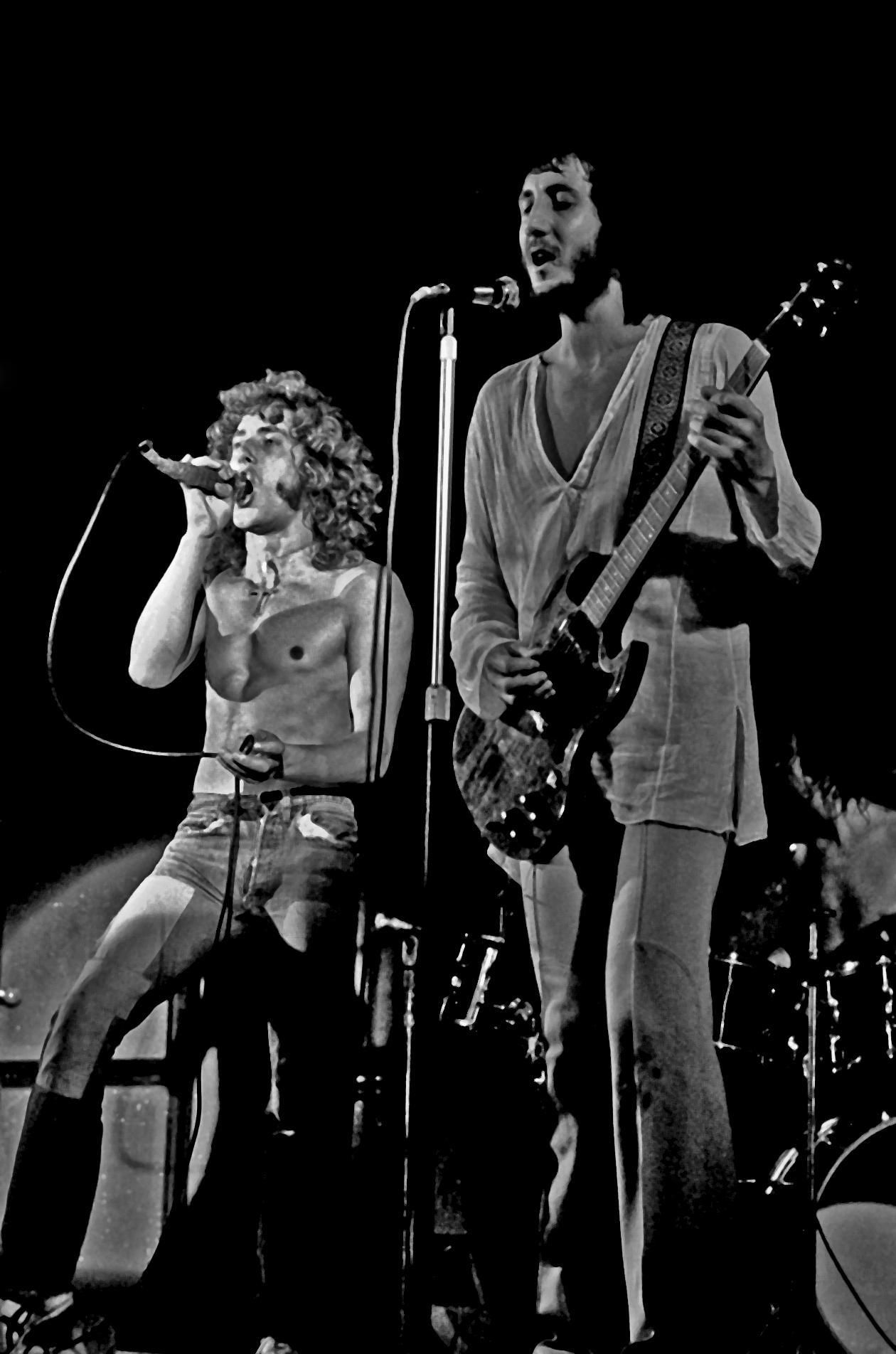
The Who en Hamburgo, agosto de 1972.

Después del enorme interés que la banda generó tras el nuevo concepto de ópera rock plasmado en Tommy, Townshend comenzó a pensar en otro ambicioso proyecto, llamado Lifehouse. Acerca de este nuevo proyecto, Townshend declaró:

¿Cual puede ser el tema de esta nueva pieza, «The Life House»? Quería que fuera sobre música, sobre el futuro, sobre la esperanza, pero quería que estuviera anclado a la realidad, que tratara problemas reales. ¿Cómo crear un personaje sordo, ciego y mudo sin repetirme? Ya sé, vivirá en el futuro. Lo pondré en un traje espacial, rechazará vivir en la realidad, vivirá en un mundo imaginario, viciado. Tendrá una vida de trono, vivirá la vida que los cineastas, los mentirosos, los publicistas, los manipuladores políticos y los controladores quieran que viva. Será sordo, ciego y mudo a los recursos del espíritu, que le dan la libertad de unirse a los otros seres humanos, de integrarse con ellos y de tener una vida verdadera.

Para Chris Stamp, mánager de la banda, el concepto no era del todo fantástico, pero incentivó a Townshend en la producción del mismo, ya que las mismas interrogantes habían aparecido previa grabación de Tommy. Frank Dunlop, director artístico del teatro Young Vic, ofreció a Townshend el lugar para desarrollar el proyecto, debido a su excelente acústica y espacio. Pete quería trabajar este musical revolucionario como una forma de pregonar como vivir, enfocado principalmente a la juventud, para ello, era imprescindible la realización de un documental en conjunto al trabajo musical.
Sin embargo, el proyecto significó muchas interrogantes para el entorno de Townshend. Daltrey declaró: «Pete escribió una suerte de guion simplificado, que no tenía sentido, nadie entendía nada». Entwistle por su parte, dijo: «Se pensaba que ocuparíamos Young Vic y que el público viviese con nosotros. A decir verdad, no entendí. No funcionó porque la poca gente que venía volvía a casa para la hora del té. Fue un fracaso». Incluso, para el agente de prensa de la banda, Keith Altham, el concepto era irreconocible: «Tenía que hacer un esfuerzo para entender y para captar una idea tan compleja».

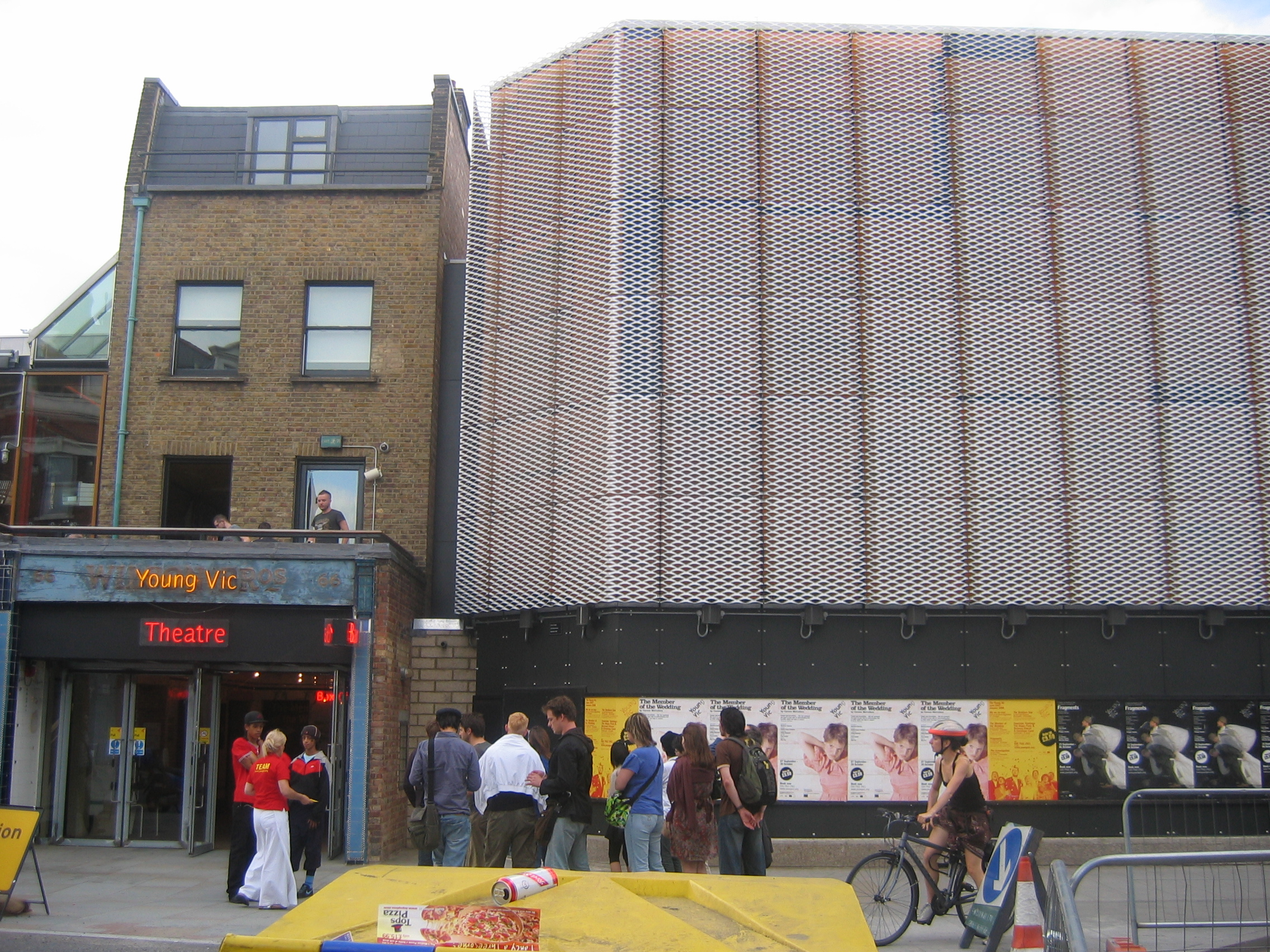
El Teatro Young Vic, ubicado en South Bank, Londres, lugar en que la banda desarrolló Lifehouse.

Lifehouse se estancó, no se trabajaba en las canciones ni en las historias, por lo que el productor Kit Lambert decidió trasladarse con la banda a Nueva York y grabar en la Record Plant, un estudio que incorporaba más innovaciones técnicas. Sin embargo, la vida nocturna y el entorno desenfrenado de esta, detuvo aún más las posibilidades de que el proyecto funcionase. El grupo regresó a Inglaterra sin ningún avance, por lo que Glyn Johns recomendó detener el proyecto y grabar las canciones más destacadas de él. Fue así como en mayo de 1971 se comenzó a grabar Who's Next.
Lanzado en 1971, Who's Next contenía nueve temas, incluyendo canciones como "Baba O'Riley" y "Won't Get Fooled Again", que se destacaban por el uso de sintetizadores, que solían establecer ritmos repetitivos (o se usaban para diversos efectos, como en "Bargain" y "The Song Is Over", y que iban a ser uno de los aspectos más importantes de "Lifehouse". El sonido es radicalmente distinto al de los discos anteriores de la banda: la voz de Daltrey había evolucionado y sonaba como un poderoso rugido, mientras que el sonido de la batería de Keith Moon había cambiado. Esto, sumado a los sintetizadores y la impecable producción, hicieron que Who's Next comenzara a ser considerado como uno de los primeros álbumes de arena rock, ya que era mucho más grandilocuente y ampuloso que sus antecesores.
Algunas de las canciones de "Lifehouse" (incluyendo "Pure and Easy" y "Naked Eye") aparecieron en el compilado Odds & Sods, y más tarde fueron agregadas como bonus tracks en versiones posteriores de Who's Next.
Antes del lanzamiento de Who's Next, Entwistle grabó el primer álbum solista de alguno de los miembros de la banda, Smash Your Head Against The Wall, y seguiría grabando álbumes solistas durante los siguientes años.

#### 1973:Quadrophenia
El siguiente álbum del grupo salió dos años después y se llamó Quadrophenia. Es otra ópera rock que trata sobre un adolescente llamado Jimmy, un mod. El título del mismo se refiere a un problema de identidad que tiene Jimmy en la historia: tiene cuatro personalidades distintas, cada una de las cuales representan a uno de los integrantes del grupo y son representadas en el álbum por medio de cuatro melodías que aparecen varias veces a lo largo del mismo. El álbum trata sobre la relación de Jimmy con sus padres, su exnovia, sus amigos y los conflictos entre mods y rockers de principios de los años 1960, en Brighton. Quadrophenia, al igual que Tommy, también tuvo su película.
Quadrophenia siguió el estilo de su antecesor, con un rol aún mayor de sintetizadores además de un mayor uso de instrumentos de metal, lo que llevó a que sus detractores sostuvieran que es demasiado pretencioso y grandilocuente. Esto también causó que las presentaciones en vivo de la siguiente gira se complicaran, ya que la banda debía usar cintas pregrabadas, lo que en muchas ocasiones no funcionaba correctamente. Antes de que esa gira comenzara, la esposa de Keith Moon lo dejó y se llevó con ella a su hija, lo que causó que Moon comenzara a consumir más bebidas alcohólicas. Por esta razón se desmayó durante un show en San Francisco, por lo que debió ser sustituido por el resto del mismo por Scott Halpin, un miembro de la audiencia.

#### 1974-1978: problemas para la banda y muerte deKeith Moon

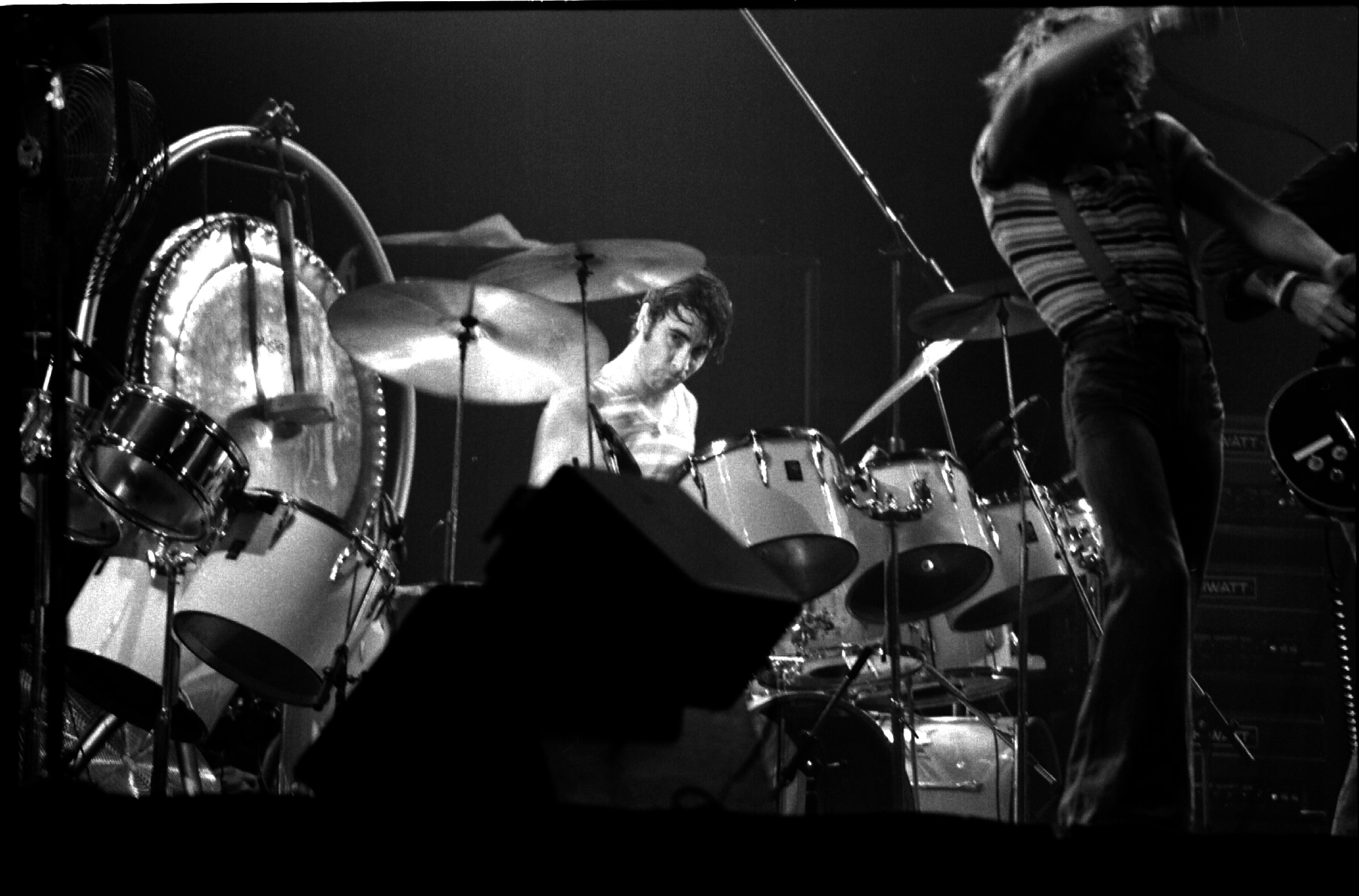
En Toronto. 1976.

En el otoño de 1974, John Entwistle se encargó de recopilar rarezas del grupo y canciones por aquel entonces inéditas en LP para publicar Odds & Sods, que alcanzó el Top 20 en Reino Unido (n.º 10) y en Estados Unidos (n.º 15).
Los problemas de Townshend aumentaron: estaba cansado de tocar con la banda, comenzó a consumir alcohol más seguido, y sufrió un colapso nervioso, además de sentirse más viejo por cumplir 30 años. Esto llevó a que el siguiente álbum de la banda, The Who By Numbers, fuese un álbum más depresivo y menos energético, que trataba sobre los problemas de Townshend. Durante la gira siguiente se le diagnosticó un caso de tinnitus (muchos especularon que había sido causado por los ruidosos conciertos del grupo, pero Townshend sostuvo que era por escuchar música con auriculares en un volumen demasiado alto), por lo que la agrupación dejó de tocar en 1976 por algún tiempo. Un crítico consideró a By Numbers como la "nota suicida" de Townshend. En 1977 Townshend grabó un álbum junto a Ronnie Lane llamado Rough Mix.
El grupo regresó a los estudios en 1978, y grabó Who Are You, un álbum más accesible y con un mayor uso de sintetizadores. El mismo incluía una canción de John Entwistle de una ópera rock que nunca fue completada. En esa época, el grupo grabó un documental sobre su historia llamado The Kids Are Alright, que incluía, entre otras cosas, imágenes de sus presentaciones en vivo. Sin embargo, el 7 de septiembre de ese año (20 días después del lanzamiento del álbum), Keith Moon falleció mientras dormía, como consecuencia de una sobredosis de pastillas que se le habían recetado para controlar su alcoholismo.

### Años 1980

#### Separación
The Who publicó dos últimos álbumes de estudio con Kenney Jones como batería: Face Dances en 1981 e It's Hard en 1982. Face Dances dio lugar al sencillo "You Better You Bet", que alcanzó el puesto 19 en las listas de sencillos. A pesar de las mejorables ventas de ambos trabajos y de la reseña de cinco estrellas de la revista musical Rolling Stone para It's Hard, muchos seguidores no se encontraron receptivos con el nuevo sonido. Aun así, "Athena" obtuvo un éxito menor en los Estados Unidos, mientras que "Eminence Front" también alcanzó las listas de éxitos y pasó a engrosar la lista de canciones favoritas del público. Poco después de la publicación de It's Hard, The Who se embarcó en una gira de despedida, después de que Pete Townshend hiciera público su alcoholismo y su recuperación, así como su intención de convertir a The Who en una banda de estudio.
Después del último concierto en diciembre de 1982, Townshend pasó parte de 1983 intentando componer nuevo material para un trabajo de estudio de The Who, obligado por términos contractuales con Warner Bros. Records. A pesar de todo, a finales de 1983, Townshend declaró que se sentía incapaz de generar nuevo material apropiado para The Who y publicó un comunicado en el que anunciaba su decisión de abandonar el grupo. A partir de 1984, Townshend se enfocó en varios proyectos en solitario como White City: A Novel, The Iron Man: A Musical y Psychoderelict.
Aun así, el 13 de julio de 1985, los cuatro miembros de The Who, incluido Kenney Jones, reformaron el grupo para actuar en el concierto Live Aid, organizado por Bob Geldof. El grupo tocó "My Generation", "Pinball Wizard", "Love Reign O'er Me" y "Won't Get Fooled Again". En 1988, The Who fue galardonado con el premio a toda la carrera musical por la Industria Fonográfica Británica en una ceremonia que supuso el último trabajo de Kenney Jones dentro del grupo. En 1989, el grupo se embarcó en una gira aniversario de The Kids Are Alright que acabó conmemorando el álbum Tommy en dos conciertos: uno en Nueva York y otro en el Universal Amphitheatre de Los Ángeles, con invitados especiales como Elton John, Phil Collins, Billy Idol, Patti LaBelle y Steve Winwood.

### Años 1990

#### Reuniones
En 1990, The Who fue incluido en el Salón de la Fama del Rock and Roll de la mano de U2, con Bono diciendo: "Más que cualquier otra banda, The Who son nuestro espejo". En 1991, The Who grabó una versión de la canción de Elton John "Saturday Nights Alright for Fighting" para un álbum tributo. En 1992 Roger Daltrey asiste y participa en el concierto en tributo a su amigo de toda la vida Freddie Mercury donde canta acompañado del guitarrista de Black Sabbath Tony Iommi, y los miembros restantes de Queen Brian May, Roger Taylor y John Deacon la canción I Want It All. Esta participación fue muy aclamada ya que fue el primero en cantar esta canción en vivo y mostró una gran vocalización. El público no dejó de aclamarle cuando no paraba de dar vueltas al cable del micrófono. En 1993, Pete Townshend salió de gira para promocionar su álbum Psychoderelict. En 1994, se produjeron varios rumores en torno a una gira conmemorativa del trigésimo aniversario de la formación de The Who que no llegaron a fraguar. Aun así, Roger Daltrey celebró su cincuenta cumpleaños con dos conciertos en el Carnegie Hall en los que fueron invitados John Entwistle y Pete Townshend, quienes aparecieron al final del concierto, junto a otros músicos, interpretando "Join Together". A finales de año, Daltrey salió de gira junto a John Entwistle y una orquesta.
Townshend fue solicitado para unirse a un macroconcierto en el Hyde Park de Londres. Townshend intentó interpretar Quadrophenia en una sola pieza acústica, usando partes de la película a través de pantallas. Tras contactar con Entwistle y Daltrey, la idea sentó bases. La banda aumentó con las incorporaciones de Zak Starkey en la batería, John Douglas "Rabbit" Bundrick en los teclados y Simon Townshend y Geoff Whitehorn en la guitarra. El concierto fue narrado por Phil Daniels en el papel de Jimmy. A pesar de ciertas dificultades técnicas, el evento cosechó un gran éxito al colgar el cartel de "lleno" durante seis noches en el Madison Square Garden de Nueva York, a pesar de que los conciertos no fueron acreditados al nombre de The Who. El éxito de los conciertos permitió llevar a cabo una gira europea y estadounidense. Rabbit, Starkey, Simon y Jon Carin permanecieron en la formación, y los conciertos fueron reorganizados en tres partes diferentes. Del mismo modo, Billy Idol y Gary Glitter interpretaron el papel de Jimmy en los conciertos.
Tras la recreación de Quadrophenia, The Who volvieron a unirse en el verano de 1997 para una nueva gira. En un descanso temporal, Pete Townshend ofreció varios conciertos acústicos en solitario, John Entwistle reorganizó la banda The John Entwistle Band y Roger Daltrey salió de gira con la Orquesta Sinfónica de Londres, interpretando temas de The Who y clásicos del rock acompañado de orquestación.
A finales de 1999, The Who llevó a cabo siete conciertos destinados a recaudar fondos benéficos. Las canciones fueron extraídas en su mayoría de Who's Next y se incluyeron temas poco frecuentes en las listas de canciones habituales en los conciertos de The Who. El primer concierto tuvo lugar el 29 de octubre de 1999 en el MGM Grand Garden de Las Vegas. A continuación, el grupo tocó en dos conciertos en el Annual Bridge School Benefit de Neil Young los días 30 y 31 de octubre. Los días 12 y 13 de noviembre tocaron en el House of the Blues de Chicago. El concierto del 29 de octubre en Las Vegas fue retransmitido por televisión e Internet y posteriormente publicado como DVD semioficial en The Vegas Job.

### 2000-presente

#### Conciertos benéficos y muerte de John Entwistle
El éxito de la gira de 1999 dio pie a una nueva gira estadounidense en el verano de 2000 y por el Reino Unido en noviembre del mismo año, que finalizó el 27 de noviembre con un concierto benéfico en el Royal Albert Hall de Londres en apoyo de la organización Teenage Cancer Trust. El concierto fue posteriormente publicado en CD y DVD bajo el título The Who Live at the Royal Albert Hall. Con las numerosas reseñas positivas de los conciertos, los tres miembros de The Who discutieron la posibilidad de grabar un nuevo trabajo. El 20 de octubre de 2001, The Who participó en The Concert for New York City. El mismo año, el grupo fue premiado con un Grammy en reconocimiento a su carrera profesional.
En los prolegómenos de dos conciertos benéficos para la organización Teenage Cancer Trust en Londres los días 7 y 8 de febrero. El 27 de junio de 2002, John Entwistle fue encontrado muerto en su habitación del Hard Rock Hotel de Las Vegas, Nevada. Su muerte fue debida a un ataque al corazón en el que el abuso de cocaína jugó un factor importante.
Tras un breve retraso, la nueva gira comenzó en Los Ángeles, con Pino Palladino en sustitución de Entwistle junto a Roger Daltrey, Pete Townshend, Zak Starkey en la batería, John Bundrick en los teclados y Simon Townshend, el hermano menor de Pete, en la segunda guitarra. Durante los meses de julio, agosto y septiembre el sexteto Who realizó otros 26 conciertos en EE. UU./Canadá repartidos en cuatro tramos desde el 1 de julio hasta el 21 de septiembre, finalizando en Toronto.
En septiembre del mismo año, la revista Q nombró a The Who una de las "50 bandas que tienes que ver antes de morir".

#### Endless Wirey nuevas giras

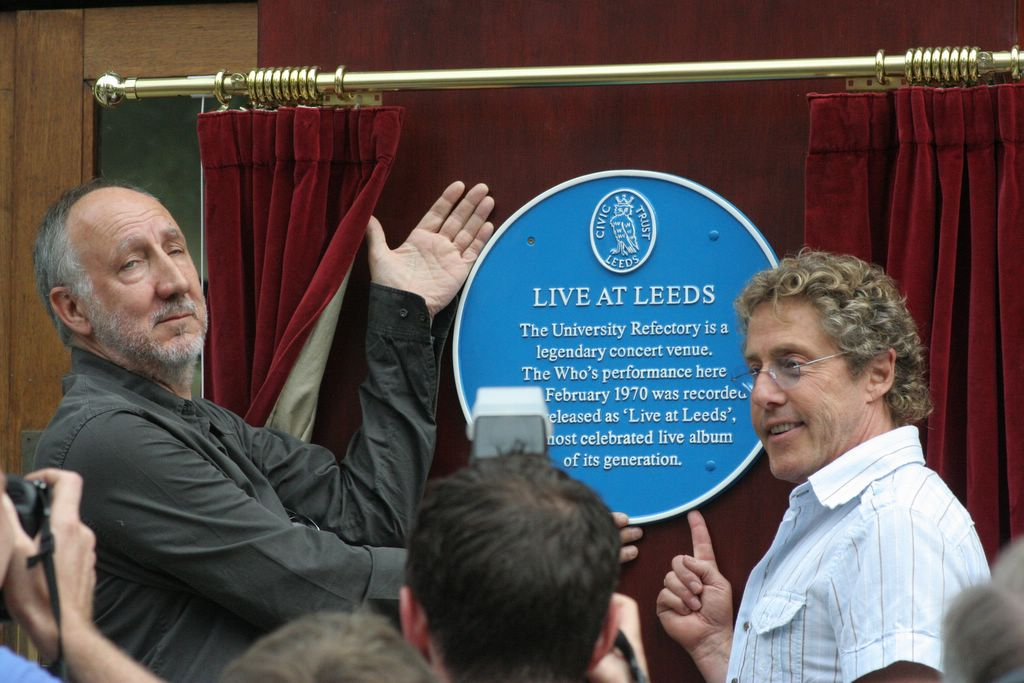
Townshend y Daltrey inauguran una placa en la Universidad de Leeds el 17 de junio de 2006 para conmemorar su álbum de 1970 Live at Leeds.

En 2004, The Who publicó dos nuevas canciones, "Old Red Wine" y "Real Good Looking Boy", como parte del álbum recopilatorio Then and Now! 1964-2004, y salieron nuevamente de gira por Japón, Australia, Reino Unido y Estados Unidos. El mismo año, la revista Rolling Stone situó al grupo en el puesto 29 de los 100 mejores artistas de todos los tiempos. Un año más tarde, el grupo participó en el concierto benéfico Live 8 y fue introducido en el desaparecido Salón de la Fama del Reino Unido.
En la primavera de 2005, Townshend comenzó a publicar por capítulos una novela titulada The Boy Who Heard Music en su blog, cuya trama desarrolló en una miniópera, Wire & Glass, la cual, a su vez, constituyó el núcleo de Endless Wire, el primer álbum de estudio de The Who en veinticinco años, publicado en octubre de 2006. El álbum debutó en el puesto siete en la lista Billboard 200 y en el puesto nueve en la lista británica UK Albums Chart.
Como promoción del álbum, el grupo se embarcó en una nueva gira entre 2006 y 2007 que comenzó con 24 conciertos en Europa, seguidos de una extensa gira de conciertos a nivel global. Durante la gira, The Who volvió a tocar en la Universidad de Leeds de Inglaterra, donde en 1970 grabaron el álbum Live at Leeds, y encabezó el Festival de Glastonbury en junio de 2007. Los conciertos fueron grabados y distribuidos vía Internet bajo la colección Encore Series 2006 and 2007.
Tras finalizar la gira, The Who publicó el documental Amazing Journey: The Story of The Who, con nuevas entrevistas a Daltrey y Townshend, así como a Sting, The Edge, Noel Gallagher y Eddie Vedder. El documental incluye material previamente inédito, entre el que figura cortometrajes de su concierto en la Universidad de Leeds en 1970 y un concierto en el Railway Hotel en 1964 bajo el nombre de The High Numbers.
En 2008, el grupo fue homenajeado en el programa VH1 Rock Honors en Los Ángeles y publicó una colección de doce canciones disponibles en el videojuego musical Rock Band. En octubre, el grupo programó cuatro conciertos en Japón y una breve gira por Estados Unidos, seguida de una gira por Australia y Nueva Zelanda entre marzo y abril de 2009. Entre ambas giras, The Who fueron homenajeados en los Premios Kennedy en una ceremonia donde otros grupos versionaron la música del grupo.

#### Quadrophenia y más

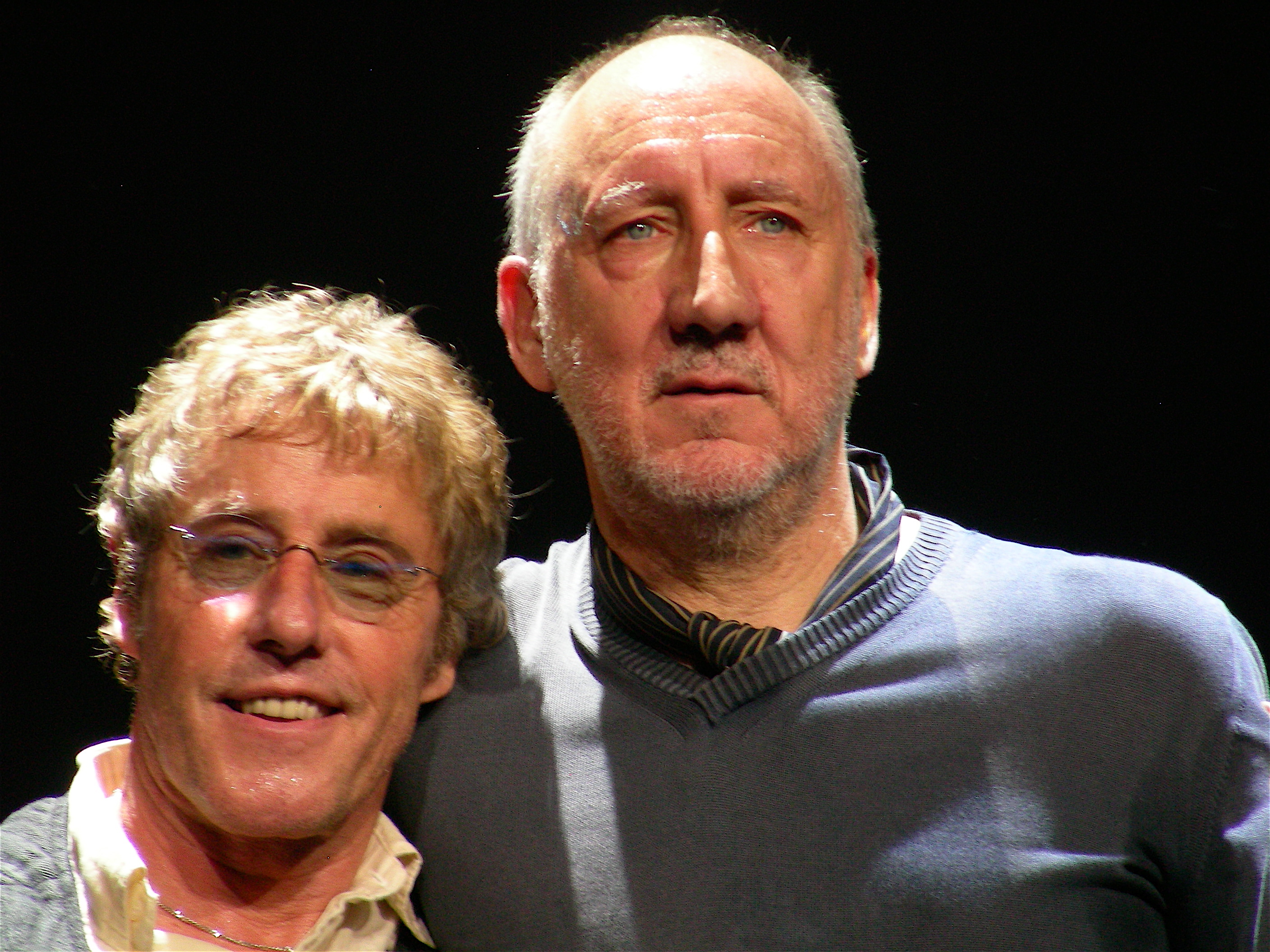
Daltrey y Townshend en el Wachovia Center de Philadelphia el 26 de octubre de 2008.

Daltrey y Townshend volvieron a reunirse en 2010 en dos ocasiones. El 7 de febrero participaron en el intermedio de la Super Bowl XLIV en Miami tocando un popurrí de doce minutos con las canciones «Pinball Wizard», «Baba O'Riley», «Who Are You», «See Me, Feel Me» y «Won't Get Fooled Again». El 30 de marzo interpretaron el álbum Quadrophenia en el Royal Albert Hall de Londres para la organización benéfica Teenage Cancer Trust con la participación de Eddie Vedder, Tom Meighan y Tom Norris. Durante el concierto, Townshend probó un nuevo sistema de monitorización intraauricular para combatir su tinnitus.
A pesar de sus problemas auditivos, Townshend produjo y supervisó personalmente las reediciones de Live at Leeds y Quadrophenia en versión extenida en 2010 y 2011 respectivamente con motivo del 40.º aniversario de su publicación original, y tocó con Daltrey en el concierto benéfico para la organización Killing Cáncer el 13 de enero de 2011 en el Hammersmith Apollo de Londres. Además, reveló en su página web que estaba trabajando en Floss, un «nuevo y ambicioso proyecto en el estilo de Tommy y Quadrophenia».
En 2012, El grupo participó en la ceremonia de clausura de los Juegos Olímpicos de Londres 2012 que tuvo lugar el 12 de agosto interpretando las canciones «Baba O'Riley», «See Me, Feel Me» y «My Generation». Tres meses después, comenzó Quadrophenia and More, la primera gira del grupo en tres años, con 35 conciertos en Norteamérica en los que interpretaron la ópera rock Quadrophenia al completo junto a otras canciones. Durante la gira participaron en el concierto benéfico The Concert for Sandy Relief y publicaron el álbum en directo Live at Hull, con el concierto que ofrecieron el 14 de febrero de 1970 en Hull, Inglaterra.
En 2016, junto con The Rolling Stones, Paul McCartney, Bob Dylan, Neil Young y Roger Waters participaron del Desert Trip en Indio, California, EE. UU. en el cual interpretaron canciones como "I Can`t Explain", "The Seeker", "Who Are You", "The Kids Are Alright", la infaltable "My Generation", "Behind the Blue Eyes", "Bargain", "You Better You Bet", "I’m One", "The Rock" (está acompañada por un video con imágenes de Richard Nixon, la muerte de Elvis, Keith Moon, el punk, Bono y la Madre Teresa, Thatcher y Gorbachov, la caída del Muro y la de las Torres Gemelas, repasando los últimos 50 años), "Amazing Journey", "The Acid Queen", "Pinball Wizard", "See Me", "Feel Me", "Baba O’Riley" y "Won’t Get Fooled Again".

## Importancia
The Who fue contemporáneo de The Rolling Stones, The Beatles,  The Doors, Jimi Hendrix, y Janis Joplin entre otros. La banda fue muy importante en los años 60 y principios de los 70. Su primer álbum, The Who Sings My Generation (1965), es considerado por muchos uno de los álbumes más importantes de la historia del rock y del rhythm and blues. "My Generation" es considerada por muchos como la primera canción punk rock británica (gracias a su guitarra y su letra).

### Álbumes conceptuales y óperas rock
En "A Quick One", álbum salido un año después, el tema "A Quick One, While He's Away" anticipa lo que sería luego conocido como ópera rock. "Rael" fue otra mini-ópera rock que cierra su siguiente álbum de estudio, "The Who Sell Out" (un álbum de 1967, de pop psicodélico, cuyo tema más reconocido es "I Can See For Miles", y que tiene un concepto que busca imitar a una radio, usando pequeños avisos publicitarios entre cada canción). Pero la banda desarrollaría esta idea en "Tommy", el álbum que los hizo populares, que si bien no fue la primera ópera rock que ocupa todo un álbum, fue la más importante y la primera que incorpora varias melodías repetidas a lo largo del álbum que ayudan a la historia. Algunas de las canciones del siguiente proyecto de Townshend llamado "Lifehouse" (que también iba a ser una ópera rock, pero nunca fue terminado) conformaron "Who's Next" (que salió en 1971), un álbum que fue pionero en el uso de sintetizadores en el rock, que introdujo un sonido más roquero más acorde a la década que comenzaba. El álbum doble "Quadrophenia" salió dos años después, y es otra ópera rock que usa aún más sintetizadores.
Sus álbumes conceptuales fueron importantes en el desarrollo del rock progresivo.

### Presentaciones en vivo
La banda solía destacar por sus conciertos, en gran parte gracias a la energía de sus shows, la personalidad de cada uno de sus miembros, los "remolinos" de Townshend y al hecho de que, salvo Entwistle, solían destruir sus instrumentos al final de los shows. "Live At Leeds" es su álbum en vivo más reconocido por ser el primero y porque fue grabado en 1970, luego de que Tommy les consiguiera una mayor audiencia. La banda también participó en el Festival de la Isla de Wight de 1970 (show que posteriormente fue editado en un álbum doble, Live At The Isle of Wight Festival 1970, con una lista de temas similar a la de Live At Leeds pero con la inclusión de toda su interpretación de Tommy), y en el de Woodstock. The Who han sido los encargados de animar el descanso del partido en el Super Bowl 2010. También participaron en la clausura de los Juegos Olímpicos de Londres 2012 interpretando Baba O'Riley, See Me, Feel Me y My Generation. La siguiente es la lista de giras que ha realizado:
- The Who 1962–63 performances
- The Who 1964 performances
- The Who 1977–78 performances
- The Who 1985 and 1988 reunions
- The Who 1999 performances
- The Who 2005 performances
- The Who 2010 performances
- The Who 2011 performances
- The Who Hits 50! Tour
- The Who Tour 1965
- The Who Tour 1966
- The Who Tour 1967
- The Who Tour 1968
- The Who Tour 1969
- The Who Tour 1970
- The Who Tour 1971
- The Who Tour 1972
- The Who Tour 1973
- The Who Tour 1974
- The Who Tour 1975
- The Who Tour 1976
- The Who Tour 1979
- The Who Tour 1980
- The Who Tour 1981
- The Who Tour 1982
- The Who Tour 1989
- The Who Tour 1996–1997
- The Who Tour 2000
- The Who Tour 2002
- The Who Tour 2004
- The Who Tour 2006–2007
- The Who Tour 2008–2009
- The Who Tour 2012–2013

## Miembros

### Miembros actuales
- Roger Daltrey – voz, guitarra, armónica, percusión (1964–presente)
- Pete Townshend – guitarra, voz, teclados (1964–presente)

### Antiguos
- John Entwistle – bajo, corno, teclados, voz (1964–2002; fallecido)
- Keith Moon – batería, voz (1964–1978; fallecido)
- Kenney Jones – batería (1978–1988)

### Miembros de gira actuales
- Zak Starkey – batería, percusión (1996–presente)
- Simon Townshend – guitarra, voz de apoyo (1996–97, 2002–presente)
- Jon Button – bajo (2017–presente)
- Loren Gold – teclados, voz de apoyo (2012–presente)

### Miembros de gira pasados
- Pino Palladino – bajo (2002–2016)
- John "Rabbit" Bundrick – teclados, voz de apoyo (1979–1981, 1985–2011)
- Tim Gorman – teclados, voz de apoyo (1982)
- Simon Phillips – batería (1989)
- Steve "Boltz" Bolton – guitarra (1989)
- Jody Linscott – percusión (1989–1997)
- Jon Carin – teclados, percusión (1996–1997)
- Scot Halpin – batería (1973; fallecido)
- Frank Simes – teclados, voz de apoyo, director musical (2012–2017
- John Corey – teclados, voz de apoyo (2012–2018)

## Discografía

### Álbumes de estudio
- My Generation (1965)
- A Quick One (1966)
- The Who Sell Out (1967)
- Tommy (1969)
- Who's Next (1971)
- Quadrophenia (1973)
- The Who By Numbers (1975)
- Who Are You (1978)
- Face Dances (1981)
- It's Hard (1982)
- Endless Wire (2006)
- Who (2019)